# Baia de Fier (gmina)
Baia de Fier – gmina w Rumunii, w okręgu Gorj. Obejmuje miejscowości Baia de Fier i Cernădia. W 2011 roku liczyła 3984 mieszkańców.